# Frederic Edward Clements
Frederic Edward Clements (Lincoln, 16 settembre 1874 – Santa Barbara, 26 luglio 1945) è stato un botanico, micologo ed ecologo statunitense.
Dopo essersi laureato nel 1894 in biologia, dal 1907 insegnò botanica alla Minnesota University.
Dal 1917 lavorò come ricercatore alla Carnegie Institution di Washington. È l'autore di Genera of Fungi (Minneapolis, 1909), in cui sono inclusi 2900 generi.
Le chiavi dicotomiche relative agli ordini e alle famiglie, seguono la linea indicata da Pier Andrea Saccardo nella Sylloge Fungorum.
Nel 1931, in collaborazione con Shear, pubblicò la revisione completa ed ampliata di tale opera: 5000 i nomi generici, 58 tavole in bianco e nero, disegnate da Edith Clements, che secondo le intenzioni dell'autore, rappresentano le specie tipo di 700 generi.

## Opere
- Frederic Edward Clements e Victor Ernest Shelford, Bio-ecology, 1939.